# Nephus gordoni
Nephus gordoni är en skalbaggsart som först beskrevs av Dozier 1971.  Nephus gordoni ingår i släktet Nephus och familjen nyckelpigor. Inga underarter finns listade i Catalogue of Life.